# 贡多马尔一世
贡多马尔一世（Gundomar，Gundimar，Godomar或Godemar）是勃艮第国王格比卡的长子与继承人。他在406年或407年继承了父亲的王位并统治到411年。他的继任者是兄弟吉塞勒。
在《尼伯龙根之歌》中，他的名字是格尔诺特（Gernot或Gernoz），他的兄弟姐妹分别是龚特尔、吉塞勒和古德伦。
在北欧神话中，他被称为贡托马尔（Guthormr），是杀死屠龙勇士西格鲁德的凶手。